# La Belle et la Bête (comédie musicale)
Cet article concerne la comédie musicale de Broadway. Pour le spectacle des parcs à thèmes, voir La Belle et la Bête (parcs Disney).
Pour les articles homonymes, voir La Belle et la Bête.
 La Belle et la Bête (Beauty and the Beast : The Broadway Musical) est une comédie musicale américaine adaptée du long métrage d'animation homonyme des studios Disney et créée en 1994.
Le film a d'abord été adapté sur scène en 1991 pour le parc Disney-MGM Studios de Floride sous le titre Beauty and the Beast: Live on Stage. En raison de son succès, la Walt Disney Company décida de se lancer dans la production de comédies musicales à Broadway par le biais de sa filiale Disney Theatrical.  La première de La Belle et la Bête a eu lieu 18 avril 1994  au Palace Theatre de New York.
De par sa longévité, le spectacle se classe au 6e rang des comédies musicales les plus jouées sans interruption. Toutefois, après une treizième année de représentations à Broadway, Disney Theatrical a annoncé l'arrêt du spectacle le 29 juillet 2007 pour laisser la place à La Petite Sirène.

## Synopsis

### Prologue
Par une froide nuit d'hiver, une vieille femme laide frappe à la porte du château d'un prince. Elle demande un abri pour la nuit en échange d'une modeste rose. Horrifié par la laideur de la mendiante, le prince, imbu de lui-même et sans cœur, refuse le cadeau et la chasse. La vieille femme le met en garde : la vraie beauté ne vient pas de l'apparence mais du cœur. Cependant, le prince persiste dans son refus. La mendiante se métamorphose alors en une puissante et magnifique enchanteresse. Ayant percé à jour la cruauté du prince, elle le punit en le changeant en une bête. Pour briser ce sort, le prince devra aimer et être aimer en retour avant que le dernier pétale de la rose enchantée ne tombe. Sinon, il sera condamné à rester une bête à tout jamais. Pour seul fenêtre sur le monde extérieur, il reçoit un miroir magique qui lui permet de voir ce qu'il désire. Touchés eux aussi par le sortilège, les serviteurs du château se voient condamner à devenir progressivement des objets inanimés proches de leurs fonctions (tasses à thé, bougeoirs, meubles et autres accessoires). Plus les années passent, plus la Bête sombre dans un profond mélancolie, devenant rapidement agressif, désespéré à l'idée que personne ne puisse jamais aimer un monstre aussi hideux.

### Acte I

#### Le village
Dans un petit village proche du château, vivent Maurice, l'inventeur, et sa fille Belle, la bien-nommée. Bien que vantant la beauté de la jeune fille, les habitants du village déplorent sa passion pour les livres qui la rend bizarre à leurs yeux. La beauté de Belle attise aussi la convoitise du chasseur et propriétaire de la taverne locale, Gaston (Belle).

#### La chaumière de Maurice
Gaston tente de séduire Belle, mais la jeune fille reste insensible aux charmes du chasseur qu'elle trouve « grossier et vaniteux ». Ignorant les réticences de la jeune fille, et indifférent au retour de Maurice, Gaston envoie  son comparse Lefou tuer une biche dans les bois pour le festin de mariage qu'il prévoit. Sous les yeux de sa fille, Maurice tente de faire fonctionner son invention apparemment folle. Blessée par les remarques des villageois, Belle demande à son père s'il la trouve étrange. Maurice s'amuse du qu'en-dira-t-on et prouve à Belle qu'ils sont de bien meilleures personnes que les villageois qui les jugent (No Matter What). Après avoir fait fonctionner sa machine, Maurice laisse Belle et emmène sa trouvaille dans une foire en dehors du village. Belle lui donne un foulard et un panier repas.

#### La forêt et le château de la Bête
Sur le chemin de la ville, Maurice se perd dans les bois. Il perd son chargement et doit continuer à pieds dans le vent et la neige.  Menant son cheval à ses côtés, il est attaqué par des loups. Il court à l'aveuglette dans les bois et arrive devant la grille d'un château délabré, celui de la bête (No Matter What (Reprise) / Wolf Chase). Il passe le portail et pénètre dans la demeure. Lumière, qui a pris la forme d'un chandelier, le laisser entrer dans le château sous les protestations de Big Ben, l'intendant du château qui prend la forme d'une pendule. Les autres serviteurs, sous la forme d'objets d'intérieur, regardent Maurice de manière à la fois surprise et inquiète. Plumette, qui a la forme d'un plumeau, avec l'aide de Lumière, l'installe devant le feu pour qu'il se réchauffe tandis que Mrs Samovar (une cuisinière qui prend l'aspect d'une théière) prépare une tasse de thé qu'elle fait porter par son fils Zip, une tasse ébréchée. Mais la bête revient furieuse. Elle condamne le vieil homme au cachot pour violation de propriété.

#### La taverne
Au village, Gaston se prépare à épouser Belle. Lorsqu'elle entre dans la taverne elle aperçoit Gaston et tente de s'enfuir mais il se lance dans une proposition de mariage (Me). Elle rejette son offre le laissant mystifié. Elle rentre chez elle et chante son envie de voyager, de découvrir le monde afin de s'échapper de cette vie provinciale (Belle (Reprise)). Lefou accourt soudain tenant l'écharpe de Maurice. Belle réalisant que son père doit être en danger, demande de l'aide. Sa requête est rejetée et Belle décide de partir seule à la recherche du vieil homme. Grâce au cheval de son père elle retrouve la trace du château.

#### Retour au château
Dans le couloir principal du château, Big Ben et Lumière discourent sur combien d'entre eux sont sans vie et quels seront les prochains à achever leurs transformations. Belle entre alors dans le château. Les serviteurs voient en elle une possibilités de briser le sort. Belle parvient à trouver son père dans les cachots. La Bête revient et découvre la jeune fille et son père. Le monstre refuse de libérer le vieil homme. Belle propose alors de prendre la place de son père comme prisonnier à vie. La Bête soulève le vieil homme et l'expulse en dehors du château sans lui laisser le temps de dire au revoir à Belle. Lumière parvient à convaincre son maître de laisser Belle occuper une chambre au lieu d'un cachot. Il l'emmène dans une aile du château mais lui interdit l'accès à l'aile ouest qu'il occupe. Il lui propose toutefois sur les conseils de son serviteur d'inviter la jeune femme à dîner avec lui. Elle accepte malgré tout sa situation (Home). Mme Samovar entre dans la chambre avec Zip ainsi que Madame de la Grande Bouche, une diva transformée en armoire, et tente de réconforter Belle (Home (Reprise)) afin qu'elle prenne part au dîner.

#### La taverne
À la taverne du village, Gaston se sent triste après que Belle l'a repoussé. Les habitants tentent de le réconforter (Gaston). Maurice entre alors en courant dans la taverne et essaye de raconter ses mésaventures et le terrible sort de sa fille. Les villageois mené par Gaston le déclarent fou et le repousse. Le vieil homme décide de retourner seul au château. Une idée survient dans l'esprit de Gaston, une idée qui lui permettrait d'arriver à ses fins. Il la confie à Lefou (Gaston (Reprise)).

#### Le dîner
Au château, Big Ben et les autres objets-serviteurs réalisent qu'ils risquent de disparaître si le sort n'est jamais brisé car Belle refuse toujours de dîner avec la Bête. Cette dernière revient au château et demande où se trouve Belle. Elle découvre que la jeune femme n'est pas venue. Bête court de colère dans la chambre et intime à Belle de venir manger. Elle refuse à nouveau bien qu'il lui demande d'un ton contraint "S'il vous plait". Furieux il décide que s'il elle ne veut pas manger avec lui, elle ne mangera pas du tout. Les serviteurs pleurent leurs dernières chances de revenir normaux mais reprennent courage après les encouragements de Mme Samovar. Bête utilise son miroir magique pour regarder Belle et la voit refuser d'avoir une vie sociale avec lui. La rose enchantée perd un nouveau pétale (How Long Must This Go On?).
Lorsque Belle se sent affamée, elle s'aventure dans le château et rencontre les serviteurs. Elle leur demande à manger et se le voit refuser par Big Ben mais les autres serviteurs, menés par Lumière le convainquent de la laisser manger un peu. Lumière se lance alors dans la salle à manger dans un dîner spectaculaire, digne de la « haute tradition française » (Be Our Guest).

#### L'aile ouest
Après le dîner, Belle est emmenée en visite dans le château sous la direction de Big Ben. Elle s'échappe de la visite guidée pour pénétrer dans l'aile ouest, la seule que la Bête lui a interdite. Elle atteint la chambre de la Bête et découvre un tableau déchiré représentant un charmant jeune homme ainsi qu'une rose enfermée sous une cloche en verre, la rose enchantée. Alors qu'elle tente de toucher la fleur, la Bête arrive furieuse et lui crie de s'en aller d'ici. Elle tente de s'écarter mais il l'attrape. Apeurée d'avoir été ainsi brutalisée elle s'enfuit du château. La Bête réalise son erreur et tente de s'excuser, mais c'est trop tard. Un nouveau pétale de rose tombe, donnant peu de chance au charme d'être brisé. Bête s'aperçoit alors que Belle le verra toujours comme un monstre et rien d'autre (If I Can't Love Her).

### Acte II

#### La forêt
(Entr'acte / Wolf Chase) Belle s'enfuit dans la forêt mais elle vient à être attaquée par les loups. Elle est entourée par la meute et risque d'être blessée lorsque la Bête arrive et la sauve. Belle tente de profiter de l'arrivée de Bête pour s'échapper mais ce dernier étant blessé, elle l'aide à revenir au château.

#### Le château
Au château, les serviteurs se transforment de plus en plus en objets, les cheveux de Lumière sont devenus de la bougie, ceux de Big Ben sont en bois… Belle soigne Bête devant le feu de cheminée et pour la remercier, la Bête lui offre l'accès à son immense bibliothèque. Les serviteurs prennent conscience de l'amitié naissante entre les deux personnages (Something There). Alors que Belle lit un livre à la Bête, elle s'aperçoit qu'il ne sait pas lire et commence à lui enseigner la lecture. Elle profite de ce moment pour demander une nouvelle chance de diner avec lui. Bête accepte avec joie. Les habitants du château se réjouissent de cet événement augmentant leur chance de briser le charme et de redevenir humain (Human Again).

#### La taverne
Pendant ce temps, Gaston et Lefou rencontrent le directeur de l'asile local, Monsieur D'Arque. Gaston lui demande de déclarer Maurice fou et de l'enfermer afin de forcer Belle à se marier avec lui (Maison des Lunes). L'accord étant trouvé, le trio lève un verre à la réussite de ce plan.

#### Le dîner
Bête s'habille pour le dîner avec l'aide de Lumière et Big Ben, il leur avoue son angoisse que Belle rie de lui s'il lui annonce qu'il l'aime. Ils l'encouragent et lui montrent qu'il est bien habillé et bien lavé. Ils lui rappellent également que seuls deux pétales restent sur la rose. Belle se fait quant à elle habiller par Madame de la Grande Bouche. Une fois dans la salle, il attend Belle qui se fait attendre légèrement. Une fois Belle arrivée, ils passent une agréable soirée (Beauty and the Beast). Après le dîner, alors que Bête essaye de déclarer son amour à Belle, elle se plaint de ne pas pouvoir voir son père, à cause de sa détention. La Bête l'autorise alors à utiliser le Miroir magique. Elle y voit son père perdu dans la forêt et décide de partir le sauver. Bête laisse Belle partir à regret tout en lui laissant le miroir. Les employés, Lumière, Big Ben et Miss Samovar arrivent pour féliciter leur maître de la magnifique soirée mais sont abasourdis d'apprendre qu'il a laissé partir Belle. Miss Samovar fait remarquer que ce geste prouve qu'il l'aime mais que le sort ne sera levé que si elle l'aime en retour… l'avant-dernier pétale de la rose enchantée tombe (If I Can Love Her (Reprise)).

#### La chaumière de Maurice
Belle a retrouvé Maurice et tous deux rentrent chez eux. Maurice questionne sa fille sur son évasion du château. Elle lui répond que la Bête l'a laissée partir et que sa vision de la vie a changé  (A Change in Me). M. D'Arque suivi par une foule de villageois arrive pour emmener Maurice, déclaré fou à cause de ses propos sur la Bête. Gaston propose à Belle de sauver son père si elle l'épouse. Elle refuse mais il l'empoigne et l'embrasse rudement. Après avoir repoussé et giflé Gaston, Belle montre à la foule la Bête grâce au miroir dans le but de faire changer d'avis les villageois sur la prétendue folie de son père. Cela ne fait pas libérer Maurice et attise la colère des villageois. Jouant de leurs peurs, Gaston les convainc afin de les libérer de cette menace, d'aller dans le château et de tuer la bête (The Mob Song).

#### L'attaque du château
Une fois arrivée au château, la foule pénètre dans l'édifice. Mais ses occupants se sont préparés à l'assaut et livrent bataille (The Battle). Gaston parvient à rejoindre les appartements de la Bête et tente de se battre contre elle mais la seule pensée de la Bête est le départ de Belle. Il est désespéré de ne pas la voir revenir et ne veut pas se battre. Il réagit toutefois lorsque Gaston déclare qu'il veut épouser Belle. Après un combat acharné les menant sur les toits du château, la Bête se refuse à tuer Gaston ayant perdu toute trace de colère au profit d'une profonde tristesse. C'est à ce moment qu'arrive Belle, rallumant l'étincelle de vie de la Bête. Gaston profite de cette diversion pour planter une dague dans le dos de la Bête mais il perd pied et meurt d'une chute vertigineuse.
Belle prend sur ses genoux la tête de la Bête, agonisant (Home (End Duet)). Et alors que la vie quitte le monstre, Belle lui déclare son amour au moment de la chute du dernier pétale de la rose enchantée... Des étincelles éclairent soudain le ciel, enveloppant et faisant léviter le corps de la Bête. Le sort se brise et transforme le monstre en un prince, humain (Transformation). Les occupants du château reprennent leurs formes normales. Une fête est ensuite organisée en l'honneur du mariage de Belle et du Prince (Beauty and the Beast (Reprise)).

## Fiche technique

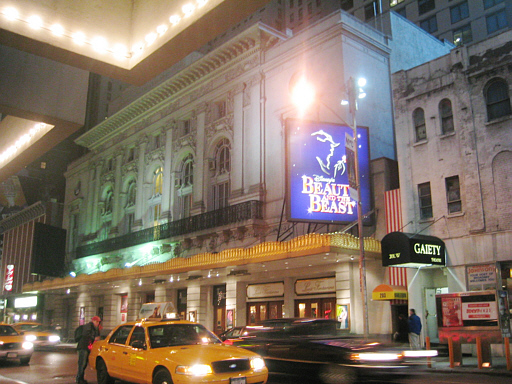
Beauty and the Beast à l'affiche du Lunt-Fontanne Theatre.

- Titre original : Beauty and the Beast
- Titre français : La Belle et la Bête
- Livret : Linda Woolverton
- Lyrics : Howard Ashman et Tim Rice
- Musique : Alan Menken
- Mise en scène: Robert Jess Roth
- Chorégraphie : Matt West
- Décors : Stan Meyer
- Costumes : Ann Hould-Ward
- Lumières : Natasha Katz
- Production : Walt Disney Theatrical, Theatre Under the Stars
- Date de première représentation : 18 avril 1994[1] au Palace Theatre (puis Lunt-Fontanne Theatre à partir de 1999)
- Date de dernière représentation : 29 juillet 2007
- Nombre de représentations consécutives : 5461

Sources : IBDb

## Casting original
par ordre d'entrée en scène
- Wendy Oliver : Enchantress (l'enchanteresse)
- Harrison Beal : Young Prince (le prince jeune)
- Terrence Mann : Beast (la Bête)
- Susan Egan : Belle
- Kenny Raskin : Lefou
- Burke Moses : Gaston
- Tom Bosley : Maurice
- Heath Lamberts : Cogsworth (Big Ben)
- Gary Beach : Lumiere
- Stacey Logan : Babette (Plumette)
- Beth Fowler : Mrs. Potts (Mme Samovar)
- Brian Press : Chip (Zip)
- Eleanor Glockner : Madame de la Grande Bouche
- Gordon Stanley : Monsieur D'Arque

## Numéros musicaux
Alan Menken, récompensé par plusieurs Oscars du cinéma, a composé la musique du film et les chansons supplémentaires de la comédie musicale. Les paroles du film furent écrites par Howard Ashman et celles des chansons supplémentaires par Tim Rice (en raison de la mort d'Ashman en 1991). Certaines des chansons du spectacle ont été incluses dans la comédie musicale itinérante Disney's On the Record.
| - Overture - Prologue - Belle - No Matter What - No Matter What (Reprise) - Wolf Chase - Me - Belle (Reprise) - Home - Home (Reprise) - Gaston - Gaston (Reprise) - How Long Must This Go On? - Be Our Guest - If I Can't Love Her | - Entr'acte/Wolf Chase - Something There - Human Again - Maison des Lunes - Beauty and the Beast - If I Can't Love Her (Reprise) - A Change in Me - The Mob Song - The Battle - End Duet/Transformation - Beauty and the Beast (Reprise) |

## Distinctions

### Récompenses
- Tony Awards 1994 : Meilleurs costumes pour Ann Hould-Ward
- Theatre World Awards 1994 : Burke Moses

### Nominations
- Tony Awards 1994 :
  - Meilleure comédie musicale
  - Meilleur livret pour Linda Woolverton
  - Meilleure partition originale pour Alan Menken (musique), Howard Ashman et Tim Rice (lyrics)
  - Meilleur acteur dans une comédie musicale pour Terrence Mann
  - Meilleure actrice dans une comédie musicale pour  Susan Egan
  - Meilleur second rôle masculin dans une comédie musicale pour  Gary Beach
  - Meilleures lumières pour Natasha Katz
  - Meilleure direction musicale pour Robert Jess Roth
- Drama Desk Awards 1994 :
  - Meilleure comédie musicale
  - Meilleur acteur dans une comédie musicale pour Terrence Mann
  - Meilleure actrice dans une comédie musicale pour Susan Egan
  - Meilleur second rôle masculin dans une comédie musicale pour  Burke Moses
  - Meilleure chorégraphie pour Matt West
  - Meilleures orchestrations pour Danny Troob
  - Meilleurs lyrics pour Howard Ashman, Tim Rice
  - Meilleure musique pour Alan Menken
  - Meilleur son pour T. Richard Fitzgerald
  - Meilleurs effets spéciaux pour Jim Steinmeyer, John Gaughan

## Adaptations

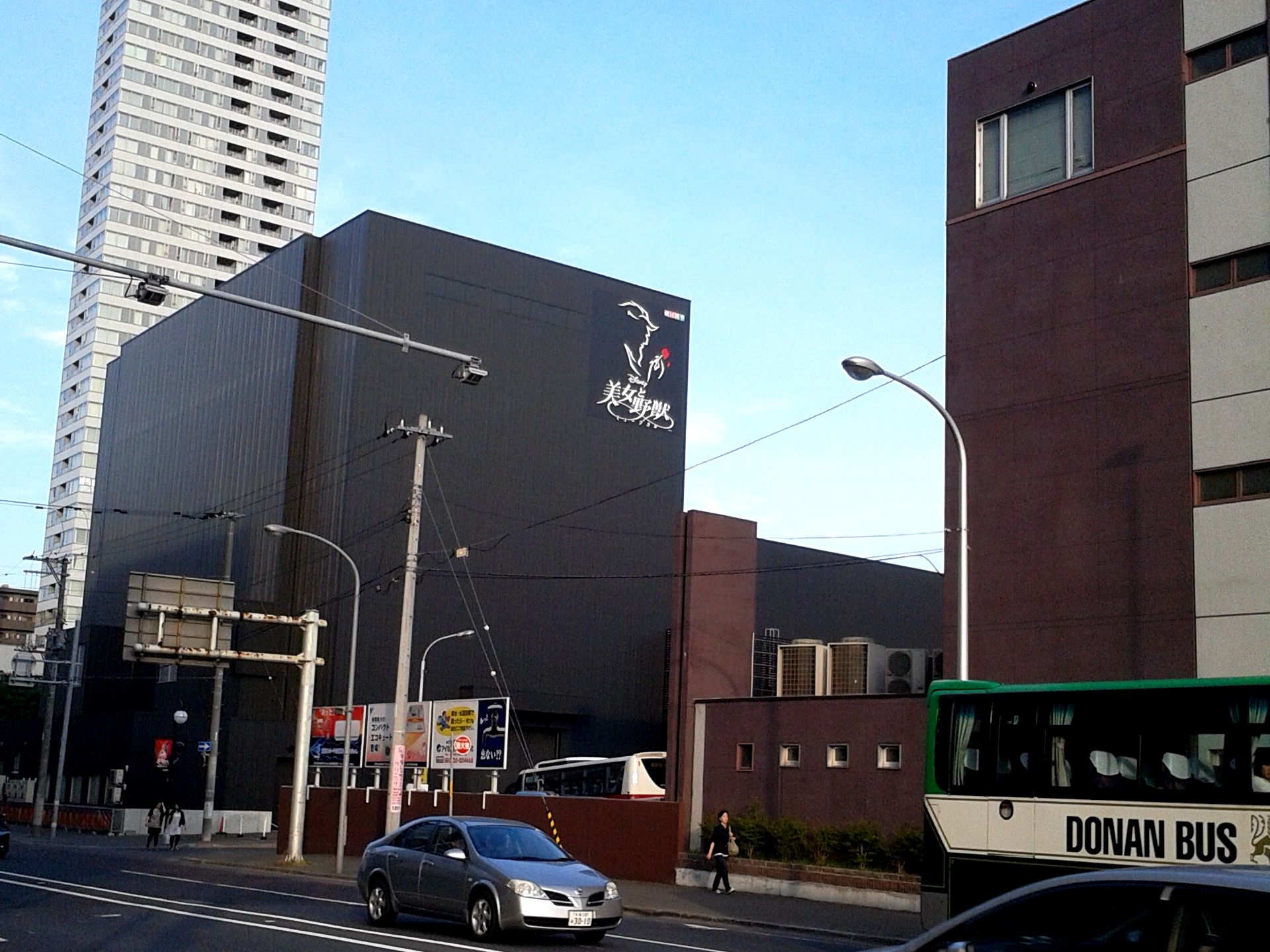
Version japonaise au de Sapporo en 2013.

### Version australienne
Le 15 juillet 1995, la comédie musicale a commencé sa production australienne à Melbourne au Princess Theatre, avant de passer à Sydney. La distribution australienne originale comprenait Michael Cormick dans le rôle de La Bête, Rachael Beck dans celui de Belle, Hugh Jackman pour Gaston et Ernie Bourne pour Maurice. L'enregistrement original de la distribution australienne est sorti la même année. 

### Version animée du film parodique
La Belle et le Fantôme, une adaptation cinématographique parodique animée, a été réalisée par Bruce Timm et distribuée par Paramount Pictures le 16 novembre 1999, après la première mondiale au Mann's Chinese Theatre le 11 novembre 1999. Le film a été produit par Hanna-Barbera et animé outre-mer par TMS Entertainment. Les voix de la distribution originale de Broadway sont de retour, notamment celles de Susan Egan, Terrence Mann, Gary Beach, Beth Fowler, Burke Moses, Kenny Raskin et Tom Bosley.

### Version britannique
La comédie musicale La Belle et la Bête débute le 13 mai 1997 au Dominion Theatre à Londres et s'achève le 11 décembre 1999.

### Version hongroise

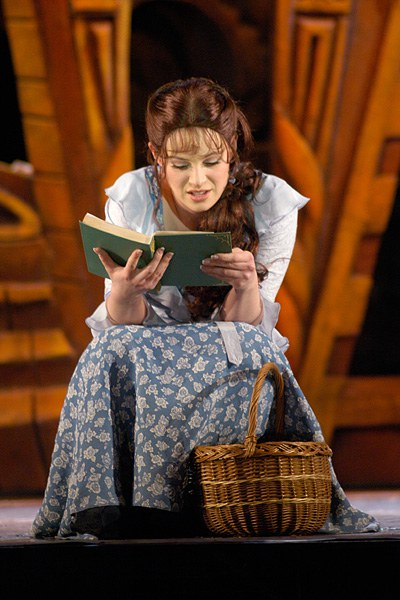
Dóra Szinetár interprète Belle au Budapesti Operettszínház.

Le spectacle est monté à Budapest courant 2004. Il s'y jouera durant plusieurs années. La direction artistique revient à György Bohm et la scénographie à István Rózsa. L’orchestre est dirigé par István Silo. Les costumes sont signés Elizabeth Turi. Eva Duda se charge de la chorégraphie, assistée de Bence Vagi. Le casting compte plusieurs membres éminents de la troupe du Budapesti Operettszínház.

#### Distribution
- Dóra Szinetár / Mara Kékkovács : Belle
- Szabó  P. Szilveszter / Homonnay Zsolt : La Bête
- Árpád-Zsolt Mészáros / Tibor Oláh : Lefou
- Attila Németh / Sebastian Imre : Gaston
- Judit Dénes / Boglárka Pohly : Plumette
- Zoltán Bereczki / András Csonka : Lumière
- Tamás Földes / Balázs Fila : Big Ben
- Lajos Csuha : Maurice
- Erika Náray / Piroska Molnár  : Mme Samovar
- Ágota Siménfalvy / Lilla Polyák : Mme Grande Bouche
- Csaba Aranyi / Rónai András / Somogyi Tamás / Süle Tibor : Zip

### Version américaine de 2011
Le 9 mars 2011, une adaptation officielle du spectacle par NETworks a été présentée durant 3 semaines au Pantages Theatre de Los Angeles.

#### Distribution
- Elizabeth Polito : Enchantress
- Conner Gallagher : Young Prince
- Steve Blanchard : Beast
- Anneliese Van der Pol : Belle
- Aldrin Gonzalez : Lefou
- Stephen R. Buntrock : Gaston
- Jamie Ross : Maurice
- Jonathan Freeman : Cogsworth
- John Tartaglia : Lumiere
- Meredith Inglesby : Babette
- Jeanne Lehman : Mrs. Potts
- Trevor Braun/Marlon Sherman : Chip (en alternance)
- Mary Stout : Madame de la Grande Bouche
- Billy Vitelli : Monsieur D'Arque

### Version française
Le 24 octobre 2013 est créée la version française de La Belle et la Bête au théâtre Mogador, coproduite par Disney France et Stage Entertainment dans une adaptation de Claude Rigal-Ansous et Nicolas Nebot (lyrics) et Ludovic-Alexandre Vidal (livret).
Le 17 décembre 2013, Stage Entertainment publie un communiqué repris par la presse annonçant la vente de 100 000 billets, l'ajout d'une représentation le dimanche à 11h, en plus de celle de 15h, et la prolongation jusqu'en juillet 2014,.

#### Distribution
- Manon Taris : Belle
- Yoni Amar puis Vincent Niclo : La Bête
- Léovanie Raud : Mme Samovar
- Dan Menasche : Lumiere
- David Eguren : Big Ben
- Alexis Loizon : Gaston
- Alexandre Faitrouni : Lefou
- Didier Clusel : Maurice
- Alix Briseïs : Plumette
- Gabriella Zanchi : Madame de la Grande Bouche
- Olivier Podesta : Monsieur D'Arque

### Version indienne
Le 26 février 2015, en plus du remake cinématographique avec acteurs prévu pour 2017, Disney India annonce une nouvelle adaptation de La Belle et la Bête (1991) sous la forme d'une déclinaison locale de la comédie musicale La Belle et la Bête avec une troupe indienne. Le 12 août 2015, Disney India confirme l'adaptation locale à Bombay,,.
Le 28 avril 2016, à la suite du succès de la première saison de la comédie musicale La Belle et la Bête en Inde ayant atteint les 95% d'occupation, Disney India programme une nouvelle saison mais à un tarif plus élevé et avec un souci de salles, peu nombreuses et pas assez grandes dans le pays.

### Version chinoise
Le 14 mai 2018, le Shanghai Disney Resort annonce la première d'une version en mandarin de La Belle et la Bête au Walt Disney Grand Theatre de Disneytown pour le 14 juin 2018,.

## Autour de la comédie musicale
- Le spectacle fut mentionné dans les livres Journal d'une princesse comme étant le spectacle favori de Mia et son père : il lui a même proposé d'aller le voir au lieu d'aller au bal de l'école car son « cavalier » (il voulait juste l'accompagner pour avoir sa photo dans les journaux ) était en retard de 2 heures.

Le 22 juillet 2015, TheStreet.com annonce que Disney Theatrical continue de dominer Broadway avec les comédies musicales Le Roi lion et Aladdin qui récoltent respectivement 2,6 et 1,8 millions d'USD par semaine à comparer à la moyenne qui s'établit entre 800 000 et 900 000 USD. Le site rappelle que la moyenne de recettes du spectacle La Belle et la Bête pour la période 1994 à 2007 est de 621 000 USD.

### Sites des spectacles
- (en) Lunt-Fontanne Theatre Broadway
- (en) Theatre Cedar Rapids Beauty and the Beast Production Photos
- (en) Music Theatre Louisville
- (en) Actor's Playhouse
- (en) Chattanooga Theatre Centre
- (en) Center Street Musical Theatre, Utah
- (en) Riverside Lyric Ensemble
- (en) Indianapolis Civic Theatre Beauty and the Beast
- (en) Indianapolis Civic Theatre Production Photos
- (en)  Finnish version, 2007, Helsinki City Theatre

### Autres liens
- (en) Beauty and the Beast sur l’Internet Broadway Database
- (en) Beauty and the Beast - Disney On Broadway Official Homepage
- (en) Beauty and the Beast info page on StageAgent.com
- (en) Beauty and the Beast Audition Advice and Show Information